# Arganil
Arganil község és település Portugáliában, Coimbra kerületben. A település területe 332,84 négyzetkilométer. Arganil lakossága 12145 fő volt a 2011-es adatok alapján. A településen a népsűrűség 36 fő/ négyzetkilométer.
A város jelenlegi vezetője Ricardo João Pereira Alves.

## Települései
A község a következő településeket foglalja magába, melyek:
- Arganil
- Benfeita
- Celavisa
- Cepos e Teixeira
- Cerdeira e Moura da Serra
- Coja e Barril de Alva
- Folques
- Piódão
- Pomares
- Pombeiro da Beira
- São Martinho da Cortiça
- Sarzedo
- Secarias
- Vila Cova de Alva e Anseriz

## Fordítás
- Ez a szócikk részben vagy egészben  az   Arganil című angol Wikipédia-szócikk ezen változatának fordításán alapul.  Az eredeti cikk szerkesztőit annak laptörténete sorolja fel. Ez a jelzés csupán a megfogalmazás eredetét és a szerzői jogokat jelzi, nem szolgál a cikkben szereplő információk forrásmegjelöléseként.